# Robinson Crusoe
A Robinson Crusoe Daniel Defoe angol író 1719-ben megjelent regénye. A regény episztoláris, didaktikus, egyes szám első személyben mutatja be a címszereplő életét. A főhős Robinson Kreutznaer néven született és hajótörést szenved, majd huszonnyolc évet tölt egy Trinidadhoz közeli szigeten.
A történetet valószínűleg Alexander Selkirk élete ihlette, aki négy évig élt a Más a Tierra nevű csendes-óceáni szigeten (1966-ban a szigetet Robinson Crusoe szigetnek nevezték el). Valószínűsíthető, hogy Defoe felhasználta ibn Tufajl Hajj ibn Jakzán című művét, amely szintén egy lakatlan szigeten játszódik. Egy másik forrás lehetett Robert Knox beszámolója, akit Ceylon királya ejtett foglyul 1659-ben.

## Teljes cím
Habár általában csak Robinson Crusoe-ként hivatkoznak a műre, a teljes címe Robinson Crusoe yorki tengerész élete és különös, meglepő kalandjai: Aki huszonnyolc éven át teljesen egyedül élt egy lakatlan szigeten, Amerika partjához s a nagy Oroonoque  folyó torkolatának közelében; miután partra vetődött egy hajótörés után, amelynek során rajta kívül mindenki odaveszett. Annak elbeszélésével, hogy végül milyen különös módon szabadították meg őt a kalózok. Szerzette önmaga.

## Cselekmény
|  | Alább a cselekmény részletei következnek! |

Crusoe (a családnév a német „Kreutznaer”-ből ered, a könyv szerint apja brémai születésű) 1651 szeptemberében hajóra száll az angliai Hullban, szülei akarata ellenére, akik jogi pályát terveztek a fiuknak. Annak ellenére, hogy hajója hajótörést szenved egy viharban, megmarad a tengerészet iránti vágya, így újra hajóra száll. Ez az utazás is tragikusan ér véget, a hajót elfoglalják a szalei kalózok, Crusoe pedig egy mór rabszolgája lesz. Két évvel később egy Xury nevű fiúval sikerül elszöknie; egy portugál hajó kapitánya menti meg Afrika nyugati partjainál. A hajó Brazília felé tart. A kapitány segítségével Crusoe megszerez egy ültetvényt.
Évekkel később Crusoe részt vesz egy utazáson, melynek során Afrikából szállítanak rabszolgákat, de 1659. szeptember 30-án hajótörést szenvednek egy viharban, körülbelül negyven mérföldre a partoktól, közel az Orinoco torkolatához. A hajótörést csak Crusoe és három állat (a kapitány kutyája és két macskája) éli túl. Eljut egy szigetre, amelyet a A reménytelenség szigetének nevez el. A hajó roncsaiból fegyvereket, szerszámokat és más készleteket gyűjt össze, mielőtt a hajó darabokra törik és elsüllyed. Egy barlang közelében épít lakóhelyet. Saját maga készít szerszámokat, amelyekkel vadászik, árpát és rizst termeszt, szőlőszemeket szárít, kecskéket tenyészt, megtanul edényeket készíteni. Egy papagájt is magához fogad. A Bibliát olvassa, vallásossá válik, és hálát ad Istennek, amiért mindene megvan, kivéve az emberi társaságot.
Több év telik el, amikor Crusoe felfigyel néhány kannibálra, akik alkalmanként meglátogatják a szigetet, hogy megöljék és megegyék foglyaikat. Először meg akarja őket ölni, de rájön, hogy nincs rá joga, mivel a kannibálok nincsenek tudatában, hogy bűnt követnek el. Arról álmodik, hogy egy vagy két szolgát szerez azáltal, hogy kiszabadít néhány foglyot; amikor az egyik fogoly elszökik, Crusoe felé fut, aki lelövi a foglyot üldöző kannibálokat. A fogoly ezután letérdel, és Robinson talpát a fejére teszi, jelezve, hogy mindörökké a szolgája lesz. Crusoe Pénteknek nevezi el, az után a nap után, amelyiken találkoztak. Crusoe megtanítja angolul és megtéríti a keresztény hitre.
Miután még több bennszülött érkezik, hogy részt vegyen a kannibál lakomán, Crusoe és Péntek végez a legtöbbel és megment két foglyot. Az egyik Péntek apja, a másik pedig egy spanyol, aki megemlíti a többi spanyolt, akik hajótörést szenvedtek a szárazföldön. Megalkotnak egy tervet, mely szerint a spanyol és Péntek apja visszatérnek a szárazföldre, elhozzák a többi spanyolt, majd közösen építenek egy hajót, és egy spanyol kikötőbe utaznak.
Mielőtt a spanyolok megérkeznének, egy angol hajó tűnik fel; az irányítását lázadók vették át, akik a szigeten akarják hagyni a kapitányt. Crusoe és a kapitány megegyeznek, hogy Crusoe segít visszafoglalni a hajót, elhajóznak, a lázadók vezetőit pedig a szigeten hagyják. Mielőtt Angliába indulnának, Crusoe megmutatja a lázadóknak, hogyan élt a szigeten, és elárulja, hogy hamarosan további emberek érkeznek a szigetre. Crusoe 1686. december 19-én hagyja el a szigetet, és 1687. június 11-én éri el Anglia partjait. Megtudja, hogy a családja halottnak hitte, így az apja semmit sem hagyott rá. Crusoe Lisszabonba indul, hogy megszerezze brazíliai ültetvényének bevételeit, ami gazdaggá teszi. A vagyonát Angliába juttatja, hogy ne kelljen többé hajóznia. Péntek elkíséri, és útközben átélik utolsó kalandjukat, amikor kiéhezett farkasokkal küzdenek meg a Pireneusokban.
|  | Itt a vége a cselekmény részletezésének! |

## A regény fogadtatása és a folytatás

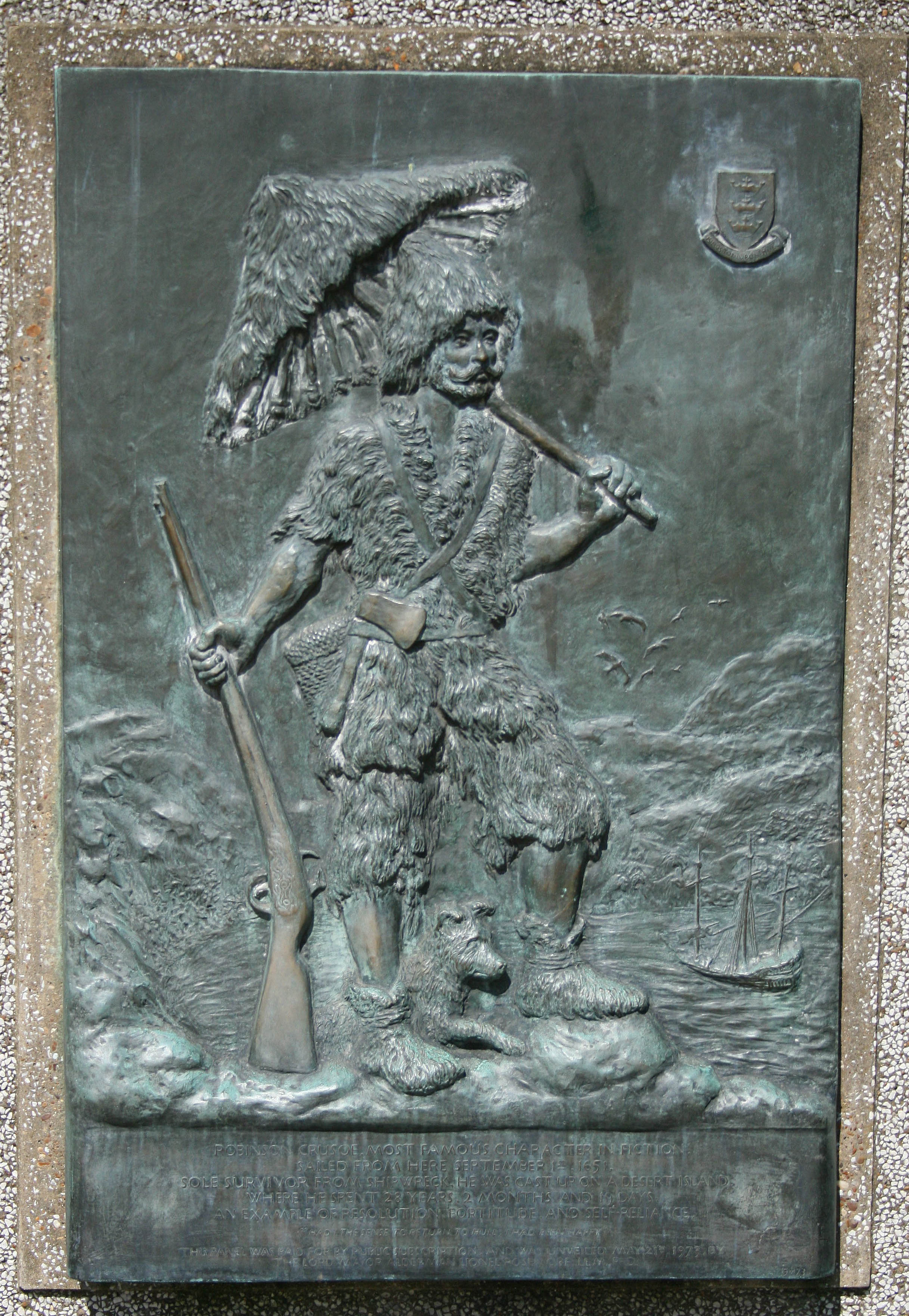
Robinson Crusoe plakettja Hullban, ahonnan a regény szerint útnak indult

A könyv 1719. április 25-én jelent meg; az év végére négy kiadást ért meg. Franciaországban félhivatalos engedély volt csak a kiadására, a teljes kinyomtatási engedélyt csak 1723. január 31-én kapta meg.
A 19. század végére nem volt még egy könyv a nyugati irodalom történetében, amely annyi kiadást ért volna meg, és annyi nyelvre fordították volna le, mint a Robinson Crusoe-t. A Robinson Crusoe-hoz hasonló műveket azóta robinzonádokként emlegetik.
Defoe megírta a mű egy kevésbé ismert folytatását, Robinson Crusoe további kalandjai címmel. Ezt tervezte az utolsó ilyen típusú történetének, de később megírt egy harmadik részt is, a Robinson Crusoe élete és meglepő kalandjai alatti gondolatai, álmával az angyali világról-t, amely erkölcsi esszék gyűjteménye. Crusoe nevét csak a figyelemfelkeltés végett használta.

## Valódi hajótöröttek
Defoe idejében rengeteg valódi hajótörött története keringett. Defoe első számú forrásának Alexander Selkirk skót tengerészt tartják, akit 1709-ben mentettek meg Woodes Rogers expedíciója alatt, miután négy évet töltött Más a Tierra szigetén. Rogers egy könyvet is írt, amely 1712-ben jelent meg Selkirk beszámolójával. A Robinson Crusoe azonban nem ennek a beszámolónak a feldolgozása: Selkirket saját akaratából hagyták a szigeten, a történetek különböző szigeten játszódnak, Selkirk végig egyedül élt, és csak négy évet töltött a szigeten. Defoe leírja Crusoe gondolatait is, míg Rogers csak röviden mutatja be Selkirket.
Tim Severin könyve, a Robinson Crusoe nyomában (2002) sokkal több lehetséges forrást említ meg, és közülük Henry Pitman sebészt tartja a legvalószínűbbnek. Pitman írásában elmondja, hogyan szökött meg egy karibi kolóniáról, majd szenvedett hajótörést. Pitman könyvét J. Taylor adta ki (az ő fia, William Taylor jelentette meg Defoe regényét). Mivel Pitman valószínűleg Taylor házában lakott, Defoe pedig a közelben élt, Severin valószínűsíti, hogy ők ketten személyesen is találkoztak. Severin említést tesz egy másik számkivetett ember, indián Will esetéről, akiről a szerző Pénteket mintázhatta.

## Értelmezések
Az egyszerű elbeszélő stílusa ellenére a művet jól fogadták az irodalmi életben. A könyv a történelem során legtöbbször kiadott regények közé tartozik, sikere első megjelenése óta töretlen.

### Gyarmatosítás

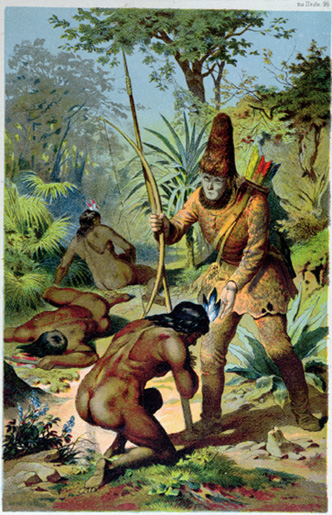
Crusoe és Péntek

James Joyce regényíró megjegyezte, hogy Robinson Crusoe a brit gyarmatosítás igazi jelképe: „Ő a brit gyarmatos igazi prototípusa… Crusoe-ban megvan a teljes angolszász mentalitás: a férfias függetlenség, a tudattalan kegyetlenség, a kitartás, a lassú, ám hatásos intelligencia, a szexuális érzéketlenség, a számító szűkszavúság.”
Bizonyos értelemben Crusoe megpróbálja megteremteni a saját társadalmát a szigeten. Ezt az európai technológiák használatával, az agrokultúrával és a kezdetleges politikai hierarchiával éri el. A regény során Crusoe többször említi magát, mint a sziget királyát, míg a kapitány a lázadók kormányzójának írja le. A regény legvégén a szigetet már csak kolóniaként említik. Az idealista gazda-szolga viszony, amely Crusoe és Péntek között áll fenn, felfogható kulturális imperializmusnak. Crusoe szimbolizálja a „felvilágosodott” európait, míg Péntek a „vadember”, aki csak a Crusoe kultúrájába való beilleszkedés árán nyerhet bocsánatot korábbi barbár életmódjáért. Defoe a műben kritizálja Dél-Amerika spanyol meghódításának módját is.

### Vallás
J. P. Hunter szerint Robinson nem hős, hanem átlagember. A regény elején utazóként jelenik meg, a mű végére pedig zarándokká válik, aki eljut az ígéret földjére. A könyv leírja, hogyan jut Robinson közelebb Istenhez, nem azáltal, hogy térítők beszédeit hallgatja, hanem hogy a természetben tölti idejét a Biblia olvasásával.
A Robinson Crusoe tele van vallásos utalással. Defoe puritán moralista volt, aki több útmutatót írt a helyes puritán életmódról. Habár a Robinson Crusoe sokkal több útmutatónál: tele van teológiai és morális kérdésekkel. A Crusoe név eredhet Timothy Cruso nevéből is, aki Defoe osztálytársa volt, és maga is több vallásos útmutatót írt.
A regény első részét sokszor hasonlítják a bibliai Jónás történetéhez. Akárcsak Jónás, Crusoe is megtagadta kötelességét, és tengerre szállt, ahol aztán megbűnhődött.
A regény vezérmotívuma az isteni előrelátás, a vezeklés és a megváltás. Crusoe végül megbánja ifjúkori tévedéseit. Megtanul Istenhez fordulni segítségért, először úgy, hogy véletlenszerű helyen nyitja fel a Bibliát. A könyv az 50. zsoltárnál nyílik ki, amelyben ez áll: „Hívj segítségül engem a nyomorúság idején, én megszabadítlak téged és te dicsőítesz engem.” Crusoe gyakran érzi úgy, hogy egy Isten által igazgatott sors vezérli: ez magyarázza optimizmusát a reménytelen helyzetben. Szerencsés megérzéseit a jóindulatú spirituális világnak tudja be. Defoe előtérbe helyezi ezt a témát azáltal, hogy a legtöbb fontos esemény Crusoe születésnapján történik. A végkifejlet nemcsak Crusoe szabadulása a szigetről, hanem lelki felszabadulása is, a keresztényi doktrínák elfogadása és saját maga megváltásának terve.

### Erkölcs
Amikor meglátja a kannibálokat, Crusoe szembekerül a kulturális relativizmus problémájával. Undora ellenére nem érzi magát feljogosultnak arra, hogy megvádolja a bennszülötteket, amiért olyat cselekednek, ami a kultúrájuk szerves része. A kannibalizmust „nemzeti bűnnek” tartja, és megbocsátja Pénteknek, amiért korábban részt vett benne.

### Gazdaság
A klasszikus, neoklasszikus és osztrák ekonómiában Crusoe-t használják a piac nélküli termelés illusztrálására. Crusoe-nak meg kell állapítania a termelés és a pihenés mértékét, és választania kell az alternatív termelési lehetőségekből, hogy kielégítse szükségleteit. Péntek érkezése a kereskedelem lehetőségeit és előnyeit mutatja be.
A crusoe-i gazdaságot több szemszögből vizsgálták és kritizálták. Karl Marx A tőke című művében elemezte Crusoe-t, kigúnyolva a kitalált történet túlzott felhasználását a klasszikus ekonómiában. A marxista szemléletben Crusoe tapasztalatai a szigeten a munka győzelmét hirdetik a tőke fölött. Crusoe többször rájön, hogy a hajóról kimentett pénz semmit sem ér a szigeten, főleg a szerszámaihoz képest.

## Hatása

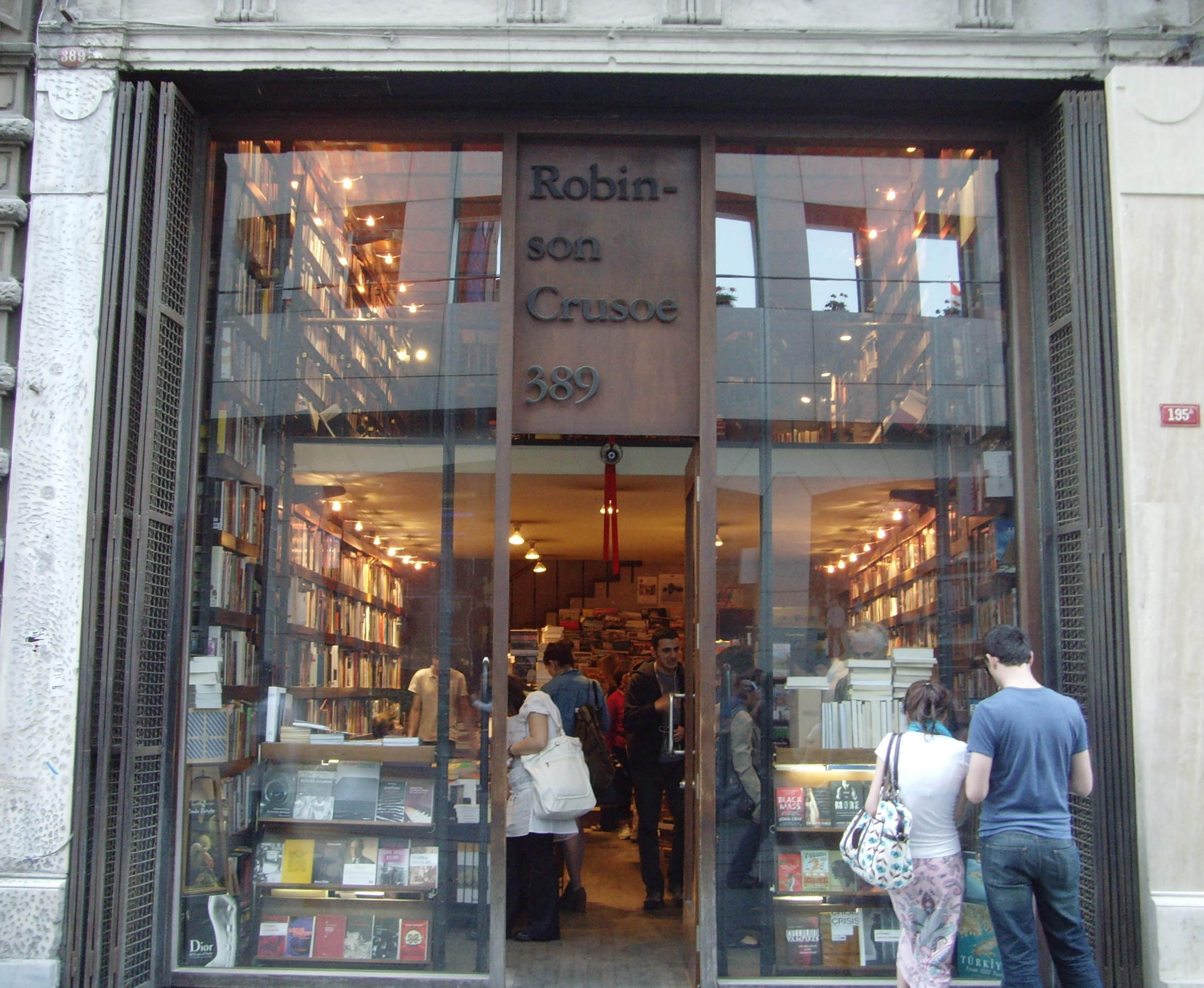
A Robinson Crusoe könyvesbolt Isztambulban

A könyv annyira közkedvelt lett, hogy a főbb szereplők nevei a beszéd részeivé váltak. Azokat az embereket, akik 1944 októberétől 1945 januárjáig a németek által szétlőtt Varsóban maradtak, a Vörös Hadsereg katonái Varsó Robinson Crusoe-inak nevezték el. Péntek nevét az angolban napjainkban is egy ember leghűségesebb szolgálójára vagy jobbkezére használják.
A Robinson Crusoe alapozta meg a realista fikciót mint műfajt. Több író használta fel az alaptörténetét, a hajótöröttekről szóló regények nagyon népszerűek voltak a 18. és 19. századi Európában. A legtöbb ilyen mű mára feledésbe merült, de Johann David Wyss A svájci Robinson családjához hasonlóan néhány nagy sikert ért el.
Jean-Jacques Rousseau Emil, avagy a nevelésről című regényében a főhős tizenkét éves koráig csak a Robinson Crusoe-t olvashatja. Rousseau azt szeretné, ha Emil Crusoe-ként tekintene magára, aki képes egymaga kielégíteni a szükségleteit.
Wilkie Collins legismertebb regényében, A holdgyémántban az egyik főszereplő, Gabriel Betteredge a Robinson Crusoe-t tartja a legjobb könyvnek. Kenneth Gardner díjnyertes regénye, a Rich Man's Coffin egy amerikai rabszolga igaz történetét mutatja be, aki egy bálnavadász hajón szökik meg Új-Zélandra, ahol az egyik maori törzs főnöke lesz. Ez egyben a szerepek felcserélése: egy néger veszi át az irányítást a „Robinson Crusoe-kon”.
Michel Tournier francia író Péntek vagy a Csendes-óceán végvidéke regénye a civilizáció a természet ellen kérdéssel, a magány pszichológiájával, valamint a halállal és a szexualitással is foglalkozik Robinson Crusoe történetének újramondásával. Tournier Robinsonja úgy dönt, hogy a szigeten marad és elutasítja a társadalmat.
Elizabeth Bishop 183 soros verse, a Crusoe Angliában, Crusoe-t mutatja be halála előtt, amint a magányára emlékezik. Elfelejtette a kulturális felsőbbrendűséget, Péntekre (aki már meghalt) nagy szeretettel gondol.
Thomas Berger amerikai író, 1994-es Robert Crews című regényében újramondta a történetet, aktualizálva azt. A főhős egy középkorú alkoholista, aki túlél egy repülőgép-szerencsétlenséget egy vidéki tónál, míg Péntek szerepét egy megromlott házasságból menekülő fiatal nő tölti be. Hasonlít erre a történetre a „Hat nap, hét éjszaka” (Six Days Seven Nights c. amerikai romantikus kalandfilm (1998) forgatókönyve, amelyet Michael Browning írt. (A főszerepben Harrison Ford és Anne Heche játszott.)
A regény 1947-ben képregény formájában is megjelent.
A tiltott könyvek listáján történt megjelentetésnek Romy Schneider 1957-ben készült filmje  állít emléket, amelynek eredeti címe:Robinson soll nicht sterben, azaz "Robinson nem halhat meg".

## Magyarul

### 1920 előtt
- Robinson Crusoe története; kivonat Foe és Geiger, ford., átdolg. Vajda Péter; Geibel, Pest, 1844
- Robinson Crusoe élete és kalandjai, 1-3.; Heckenast, Pest, 1858 (Vasárnapi könyvtár)
- Győry Vilmos: A legújabb Robinson; Defoe nyomán; Légrády, Budapest, 1873
- Idősb Robinson Crusoe utazásai, élményei és csodálatos kalandjai. A Robinsonadok történetével és a szerző Daniel Defoe életrajzával Lauckhard után; németből fordította: Malmosi Károly; Ráth, Budapest, 1874
- Cruzoe Robinzon; ifjúsági átdolg.; Eggenberger, Budapest, 1874
- Robinson Crusoe története; gyermekek számára átdolg. Radó Vilmos; Eggenberger, Budapest, 1884
- Robinson Crusoë vagy Egy hajótörött csodálatos kalandjai. Defoe első és valódi Robinsonja után; ifjúsági átdolg. kiad.; Stampfel, Pozsony–Budapest, 1889 (A magyar ifjuság könyvesháza)
- Robinzon Cruzoe története és kalandjai; átdolg. Donászy Ferenc; Athenaeum, Budapest, 1892
- Bánhidy Gyula: Robinzon Kruzoe csodálatos története és megmenekülése; Defoe The life and adventures of Robinson Crusoe c. műve alapján; Löbl, Budapest, 1895
- Robinson Crusoe élete és viszontagságai; ford., átdolg., utószó Gaal Mózes; Franklin, Budapest, 1897
- De Foe–Campe: Robinzon; ifjúsági átdolg. Sebők Zsigmond; Singer-Wolfner, Budapest, 1897
- Robinson Crusoe kalandjai [kisnyomtatvány]; Bartalits Imre Ny., Budapest, 1898 (Kis mesemondó)
- Robinson Crusoe; Joachim Heinrich Campe, Julius Hoffmann után átdolg. Koltai Virgil; Révai-Salamon Ny., Budapest, 190?
- Robinson Crusoe kalandos története; ifjúsági átdolg. Zempléni P. Gyula; Deubler, Bécs, 1900 k.
- Robinzon Kruzoé kalandos története; átdolg. Balogh Dénes; Eisler, Budapest, 1900 k. (Magyar népkönyvtár)
- Robinson Crusoe csodálatos története; ifjúsági átdolg. Endrey Zoltán Tivadar; Sachs és Pollák, Budapest, 1902 k.
- Robinson Crusoe története. Defoe Dániel után átdolgozott legújabb magyar kiadás; Magyar Könyvkiadó Társaság, Budapest, 1905
- Robinson Cruzoe viszontagságos élete; Campe: Die Abenteur Robinson Crusoes nyomán írta Baróti Lajos; Rozsnyai, Budapest, 191?
- Robinzon; De Foe, Campe után ifjúsági átdolg. Egry György; Singer-Wolfner, Budapest, 1914
- Robinson; Defoe The life and adventures of Robinson Crusoe c. művét átdolg. Győry Vilmos, sajtó alá rend. Gaal Mózes; Légrády Ny., Budapest, 1915 (Az Érdekes Újság ifjúsági könyvtára)

### 1920–1944
- Robinson Crusoe yorki tengerész élete és meglepő kalandjai; fordította: Fülöp Zsigmond; Athenaeum, Budapest, 1922 (Híres könyvek)
- Robinson Crusoe kalandos élettörténete; átdolg. Vida Aladár; Szt. István Társulat, Budapest, 1923
- Robinson Crusoe kalandjai; Defoe könyve nyomán elmeséli Benedek Elek; Dante, Budapest, 1924
- Robinson. Kalandos történet; Daniel Defoe regénye után; Pallas, Budapest, 1926 (Tündérvásár könyvtára)
- Robinson. Egy hajótörött ifjú csodálatos története. Elbeszélés Defoe Dániel regénye nyomán; Sylvester, Budapest, 1931
- Robinson Crusoe élete és viszontagságai; ifjúsági átdolg. Domby Béla; Franklin, Budapest, 1933
- Robinson Crusoe; ifjúsági átdolg. Daróczi Sándor; Havas R., Budapest, 1934
- Robinson Crusoe élete és kalandjai, 1-2.; fordította: Temesy Győző; Magyar Cserkész Szövetség, Budapest, 1935 (Magyar Cserkész filléres könyvei)
- Robinzon Kruzó kalandos története; átdolg. Kertész Kálmán; Szt. István Társulat, Budapest, 1937
- Robinson; Chromo, Budapest, 1941 (A kis művész)
- Robinson Crusoe utazásai és kalandjai. Az ifjúság számára; ford., átdolg. Kertész Erzsébet; Nova, Budapest, 1942
- Robinson Crusoe kalandjai; átdolg. Forrai Miklós; Unio, Budapest, 1943

### 1945–1989
- Robinson Crusoe kalandjai. Az ifjúság számára; Testvériség-Egység, Újvidék, 1951
- Robinson; fordította: Vajda Endre; Ifjúsági, Budapest, 1952
- Robinson Crusoe yorki tengerész élete és különös, meglepő kalandjai. Regény; fordította: Vajda Endre, bevezető: Ungvári Tamás; Európa, Budapest, 1960 (A világirodalom klasszikusai)
- Robinson. Regény; röv., ifjúsági kiad.; utószó Bori Imre; Forum, Novi Sad, 1969 (Az én olvasmányaim)
- A teljes nagy Robinson. Robinson Crusoe yorki tengerész élete és csodálatos kalandjai; fordította: Szerelemhegyi Ervin; Pergamen, Budapest, 1990

### 1990 után
- Robinson Crusoe. Regény; fordította: M. Nagy Miklós; Európa, Budapest, 1996 (Európa diákkönyvtár)
- Robinson Crusoe; átdolg. Sabina Pazienza, fordította: Pappné Varga Zsuzsa; Juventus, Budapest, 1997 (Kalandos regények tára)
- Robinson Crusoe; fordította: Lengyel Tamás; Puedlo, Nagykovácsi, 2004
- Robinson Crusoe; átdolg. Sean Price, fordította: Bocz András; Alexandra, Pécs, 2005 (Illusztrált klasszikusok kincsestára)
- Robinson Crusoe; átdolg. Deanna McFadden, fordította: Csonka Ágnes; Alexandra, Pécs, 2010 (Klasszikusok könnyedén)
- Robinson Crusoe; átdolg. Dan Johnson, fordította: Németh Dorottya, Diószegi Dorottya; Ventus Libro, Budapest, 2010 (Klasszikusok képregényben)
- Robinson Crusoe. Nyelvtanulók számára rövidített és átdolgozott kétnyelvű változat; fordította: Sipos Júlia; Tinta, Budapest, 2013
- Robinson Crusoe. 4. szint; átdolg. María Asensio; Napraforgó, Budapest, 2015 (Olvass velünk!)
- Robinson Crusoe; újramesélte Wolfgang Knappe, fordította: Kincses Edit; Ciceró, Budapest, 2017 (Klasszikusok gyerekeknek)

## Feldolgozások

### Színház és film
Jacques Offenbach írt egy Robinson Crusoé című opéra comique-ot, amelyet először 1867. november 23-án mutattak be. Ez inkább egy brit pantomim verzióra épült, mint magára a regényre. A librettót Eugène Cormon és Hector-Jonathan Crémieux írták.
1927-ben elkészült egy némafilm Robinson Crusoe címmel. 1946-ban készült egy szovjet film is, Robinzon Kruzo címmel. 1954-ben jelent meg az Adventures of Robinson Crusoe, Luis Buñuel rendezésében. Az 1975-ös Man Friday című szatirikus film úgy mutatja be Crusoe-t, mint aki alávaló teremtménynek látja Pénteket, bár az sokkal felvilágosultabb és empatikusabb. 1988-ban Aidan Quinn játszotta Robinson Crusoe-t a Crusoe című filmben. Az 1997-es Robinson Crusoe című film főszereplője Pierce Brosnan volt; a film csekély sikert ért el, mivel jóformán semmiben sem egyezett a regénnyel.
A művet Walt Disney is átdolgozta az Lt. Robin Crusoe, U.S.N. című rajzfilmben. 1954-ben jelent meg a Miss Robinson Crusoe című film, amely Robinson Crusoe történetét mutatta be női szereplőkkel. Egy 1964-es filmben (Robinson Crusoe on Mars) Péntek egy űrlény. A 2000-es Számkivetett Tom Hanks főszereplésével is Robinson Crusoe történetén alapszik, elsősorban annak erkölcsi, filozófiai vonalát követi saját mondanivalóval. Ez az alkotás hatalmas sikert aratott.

### Televízió
1964-ben egy francia tv-társaság elkészített egy 13 részes sorozatot Robinson Crusoe kalandjai címmel. A sorozat angol és német szinkronnal is megjelent, a BBC többször leadta 1965 és 1977 között.
1981-ben a csehszlovák rendező, Stanislav Látal elkészítette a történet egyik változatát Dobrodružství Robinsona Crusoe, námořníka z Yorku (Robinson Crusoe yorki tengerész kalandjai) címmel. Az 1990-es évek közepén elkészült egy francia rajzfilm, a Robinson Sucroe. A rajzfilmben Robinson a New York Herald sikertelen újságírója volt, aki le akart telepedni egy szigeten, hogy ott írja meg heti rovatát. Amikor a főnöke beleegyezik, hajóra száll, és kiteszik egy lakatlannak hitt szigeten. Robinson felfedezi, hogy a szigeten francia és brit kalózok, valamint egy hajótörés túlélői élnek. Robinson összebarátkozik egy Mercredi (Szerda) nevű férfival. Robinson képtelen megírni a naplóját, így Mercredi elkezd kitalált történeteket írni helyette. Ezek a történetek nagy sikert érnek el.
2003-ban elkészült egy francia tévéfilm, Pierre Richard főszereplésével. 2008-ban adásba került egy 12 részes sorozat Crusoe címmel. A sorozat csak lazán alapult a regényen, második évadját nem rendelték meg.

## Fordítás
- Ez a szócikk részben vagy egészben  a   Robinson Crusoe című angol Wikipédia-szócikk ezen változatának fordításán alapul.  Az eredeti cikk szerkesztőit annak laptörténete sorolja fel. Ez a jelzés csupán a megfogalmazás eredetét és a szerzői jogokat jelzi, nem szolgál a cikkben szereplő információk forrásmegjelöléseként.